# Phước Kiển
Phước Kiển là một xã thuộc huyện Nhà Bè, Thành phố Hồ Chí Minh, Việt Nam.

## Địa lý
Xã Phước Kiển có diện tích 15,04 km², dân số năm 2021 là 60.898 người,  mật độ dân số đạt 4.049 người/km².

## Lịch sử
Xã được thành lập vào năm 1975 trên cơ sở hợp nhất 2 xã Phước Long Đông và Long Kiểng cũ.